# Corrado Sannucci
(Ernesto Assante)
Corrado Sannucci (Roma, 7 settembre 1950 – Roma, 13 ottobre 2009) è stato un cantautore, giornalista e scrittore italiano.

## Biografia
Fa parte della seconda generazione dei cantautori della cosiddetta scuola romana: inizia ad esibirsi al Folkstudio (a cui lo ha indirizzato l'amico Giaime Pintor nel 1974), quando i primi esponenti della canzone d'autore della capitale (Francesco De Gregori, Antonello Venditti, Giorgio Lo Cascio ed Ernesto Bassignano) hanno già tutti pubblicato uno o due album.
Le sue canzoni affrontano per lo più tematiche sociali e politiche (come le malattie professionali in Piombo, l'aborto in Il vestito vecchio e brutto, o la condizione operaia in Sette paia di scarpe), e nel 1975 pubblica il suo primo album, intitolato La luna e i falò, pubblicato dalla Folkstudio, l'etichetta fondata da Giancarlo Cesaroni.
L'anno successivo effettua una tournée per i Circoli Ottobre; sempre nel 1976 registra una canzone, Testa di Ravachol, per un album collettivo insieme al Grosso Autunno e a Tommy & Marco, album che non viene pubblicato (le registrazioni sono però tuttora conservate presso la Discoteca di Stato).
Nel 1981 collabora con Franco Piersanti alla stesura di alcune musiche per il film Sogni d'oro di Nanni Moretti; nel 1974, prima di diventare cantautore, Sannucci ha inoltre recitato nel mediometraggio Come parli frate?, diretto da Nanni Moretti, girato in super 8 e liberamente ispirato a I promessi sposi di Alessandro Manzoni.
Sempre negli anni '80 inizia l'attività di giornalista sportivo per il quotidiano la Repubblica; non tralascia però la musica, e pubblica un 45 giri nel 1986 per raccogliere finanziamenti per il Folkstudio insieme a cantautori come Giorgio Lo Cascio e Luciano Ceri sotto la denominazione United Artist For Folkstudio; Sannucci è autore della canzone sui lato A del disco, stanze polverose (mentre quella sul retro è scritta da Vincenzo Incenzo).
Il secondo album La sfida e le passioni viene pubblicato dalla Stentore, etichetta romana, nel 1993; anche in questo disco vi sono alcune canzoni con testi politici, come Tutti i nomi di Giuda e  Il male e il nero (Funerali di stato), affiancate ad altre più intimistiche.
Dopo aver scoperto di essere malato di mieloma multiplo, pubblica il libro A parte il cancro, tutto bene, in cui racconta la sua esperienza con la malattia, le difficoltà e il modo di affrontarla (con l'aiuto della moglie e della figlia), che viene pubblicato nel 2008 dalla Arnoldo Mondadori Editore; è appunto la malattia che ne causa la morte prematura.
In occasione del primo anniversario della scomparsa, la moglie Maresa e alcuni amici hanno organizzato un concerto per ricordarlo il 7 novembre 2010 al Teatro Olimpico Roma, con la partecipazione di Giovanna Marini, Mimmo Locasciulli, i Têtes de Bois, Rita Marcotulli, Ascanio Celestini e altri artisti.

## Pubblicazioni
- Corrado Sannucci, Le scarpe accanto al cuore: il sentimento del calcio, Roma, TER, 1985.
- Corrado Sannucci, Lotta continua: gli uomini dopo, Arezzo, Limina, 1999.
- Corrado Sannucci, La notte del calcio: dalla Corea al Portogallo, diario della vergogna e del fallimento, Civitella in val di Chiana, Zona, 2004.
- Corrado Sannucci, A parte il cancro tutto bene : io e la mia famiglia contro il male, Milano, Mondadori, 2008.

## Discografia parziale

### Album
- 1975: La luna e i falò (Folkstudio, FK 5005)
- 1993: La sfida e le passioni (Stentore)

### 45 giri
- 1986: Stanze polverose/Vienna e la nave (Playgame; inciso con la denominazione United Artist For Folkstudio)